# Liste de villes du Burundi
 (juin 2025).
La mise en forme du texte ne suit pas les recommandations de Wikipédia : il faut le « wikifier ».
Les points d'amélioration suivants sont les cas les plus fréquents. Le détail des points à revoir est peut-être précisé sur la page de discussion.
- Les titres sont pré-formatés par le logiciel. Ils ne sont ni en capitales, ni en gras.
- Le texte ne doit pas être écrit en capitales (les noms de famille non plus), ni en gras, ni en italique, ni en « petit »…
- Le gras n'est utilisé que pour surligner le titre de l'article dans l'introduction, une seule fois.
- L'italique est rarement utilisé : mots en langue étrangère, titres d'œuvres, noms de bateaux, etc.
- Les citations ne sont pas en italique mais en corps de texte normal. Elles sont entourées par des guillemets français : « et ».
- Les listes à puces sont à éviter, des paragraphes rédigés étant largement préférés. Les tableaux sont à réserver à la présentation de données structurées (résultats, etc.).
- Les appels de note de bas de page (petits chiffres en exposant, introduits par l'outil «  Source ») sont à placer entre la fin de phrase et le point final[comme ça].
- Les liens internes (vers d'autres articles de Wikipédia) sont à choisir avec parcimonie. Créez des liens vers des articles approfondissant le sujet. Les termes génériques sans rapport avec le sujet sont à éviter, ainsi que les répétitions de liens vers un même terme.
- Les liens externes sont à placer uniquement dans une section « Liens externes », à la fin de l'article. Ces liens sont à choisir avec parcimonie suivant les règles définies. Si un lien sert de source à l'article, son insertion dans le texte est à faire par les notes de bas de page.
- La présentation des références doit suivre les conventions bibliographiques. Il est recommandé d'utiliser les modèles {{Ouvrage}}, {{Chapitre}}, {{Article}}, {{Lien web}} et/ou {{Bibliographie}}. Le mode d'édition visuel peut mettre en forme automatiquement les références.
- Insérer une infobox (cadre d'informations à droite) n'est pas obligatoire pour parachever la mise en page.

Pour une aide détaillée, merci de consulter Aide:Wikification.
Si vous pensez que ces points ont été résolus, vous pouvez retirer ce bandeau et améliorer la mise en forme d'un autre article.
 (mai 2025).

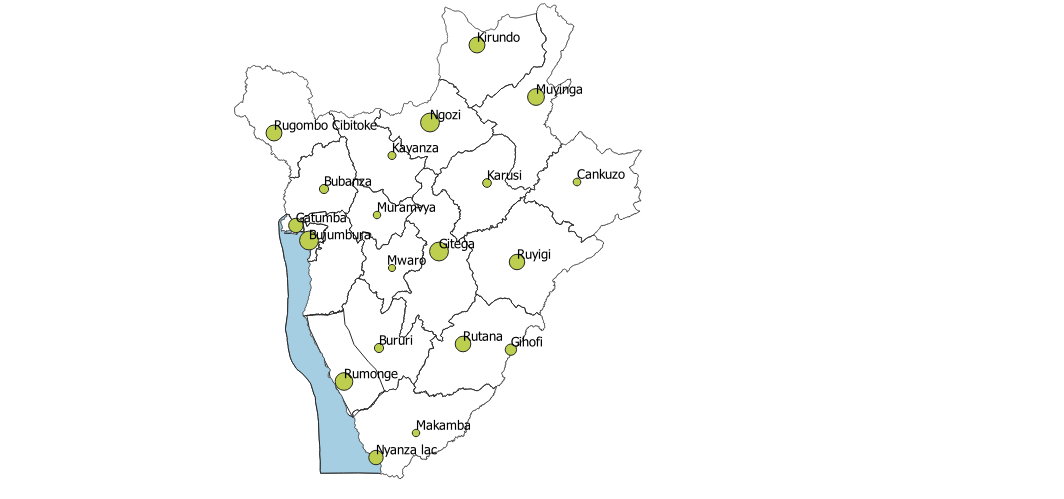

Cet article dresse une liste des villes burundaises les plus peuplées.

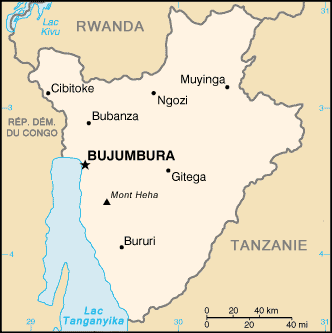
Carte du Burundi.

| Statut | Ville      | Population | Population | Province         |
| Statut | Ville      | Cens. 1990 | Est. 2019  | Province         |
| 1.     | Bujumbura  | 235 440    | 1 092 859  | Bujumbura Mairie |
| 2.     | Gitega     | 20 000     | 125 000    | Gitega           |
| 3.     | Ngozi      | 15 000     | 102 000    | Ngozi            |
| 4.     | Rumonge    | 20 708     | 85 000     | Rumonge          |
| 5.     | Kayanza    | 14 511     | 80 000     | Kayanza          |
| 6.     | Muyinga    | 10 000     | 75 743     | Muyinga          |
| 7.     | Makamba    | 15 816     | 72 897     | Makamba          |
| 8.     | Cibitoke   | 5 198      | 65 433     | Cibitoke         |
| 9.     | Rutana     | 6 881      | 61 539     | Rutana           |
| 10.    | Ruyigi     | 2 290      | 60 041     | Ruyigi           |
| 11.    | Bururi     | 8 280      | 50021      | Bururi           |
| 12.    | Bubanza    | 2 945      | 12 728     | Bubanza          |
| 13.    | Karuzi     | 3 403      | 10 705     | Karuzi           |
| 14.    | Cankuzo    | 1 643      | 6 585      | Cankuzo          |
| 15.    | Kirundo    | 5 181      | 6 083      | Kirundo          |
| 16.    | Muramvya   | k.A.       | 6 074      | Muramvya         |
| 17.    | Mwaro      | k.A.       | 4 924      | Mwaro            |
| 18.    | Nyanza Lac |            | NA         | Makamba          |
| 19.    | Gihofi     |            | NA         | Rutana           |
| 20.    | Gatumba    |            | NA         | Bujumbura Rural  |

## Classement suivant l'activitééconomique
Compte tenu de l'intensité de l'activité économique dans les villes, il se dégage trois catégories de villes. 
- Le tier 1 comprend les métropoles régionales et les deux capitales , qui concentre la plupart de l'activité économique, industrielle, bancaire et touristique
- Le tier 2 comprend les chefs-lieux des provinces avec une activités économique florissante, comme celles avec des cultures de rente, les postes-frontières pour le commerce et les usines de transformation des produits agricoles
- Le tier 3 comprend à majorité les chefs-lieux des provinces avec la prépondérance de l'activité administrative et des activités économiques, commerciales et touristiques modérées.

Le tableau suivant résume les trois catégories 
| Rang | Nom de la ville  | Statut                                            | Points de service Microfinances | Points de service Banques | FOREX bureau | Chambres d’hôtel | Recettes en Million BIF |
| ---- | ---------------- | ------------------------------------------------- | ------------------------------- | ------------------------- | ------------ | ---------------- | ----------------------- |
| 1    | Bujumbura        | Capitale économique et métropole région Ouest     | 71                              | 99                        | 44           | 2858             | 10507                   |
| 2    | Gitega           | Capitale politique et métropole région Centre Est | 23                              | 9                         | 1            | 755              | 1015                    |
| 3    | Ngozi            | Centre commerciale et métropole région Nord       | 31                              | 10                        | 5            | 739              | 553                     |
| 4    | Rumonge          | Centre commerciale et métropole région Sud        | 14                              | 6                         | 0            | 232              | 243                     |
|      | Tier 1           |                                                   | 139                             | 123                       | 50           | 4584             | 12318                   |
| 5    | Muyinga          | Chef-lieu de province                             | 24                              | 8                         | 1            | 406              | 270                     |
| 6    | Rugombo-Cibitoke | Chef-lieu de province                             | 18                              | 6                         | 2            | 172              | 145                     |
| 7    | Kayanza          | Chef-lieu de province                             | 21                              | 5                         | 2            | 228              | 393                     |
| 8    | Kirundo          | Chef-lieu de province                             | 15                              | 3                         | 2            | 284              | 118                     |
| 9    | Nyanza Lac       | Station balnéaire touristique                     |                                 | 5                         | 0            | 175              | 207                     |
| 10   | Makamba          | Chef-lieu de province                             | 15                              | 6                         |              | 175              | 151                     |
| 11   | Ruyigi           | Chef-lieu de province                             | 7                               | 4                         | 0            | 120              | 139                     |
|      | Tier 2           |                                                   | 100                             | 37                        | 7            | 1560             | 1423                    |
| 12   | Muramvya         | Chef-lieu de province                             | 11                              | 4                         | 0            | 207              | 170                     |
| 13   | Bubanza          | Chef-lieu de province                             | 17                              | 2                         | 0            | 107              | 136                     |
| 14   | Bururi           | Chef-lieu de province                             | 11                              | 2                         | 0            | 173              | 120                     |
| 15   | Rutana           | Chef-lieu de province                             | 8                               | 3                         | 0            | 103              | 161                     |
| 16   | Cankuzo          | Chef-lieu de province                             | 8                               | 1                         | 0            | 188              | 123                     |
| 17   | Karusi-Buhiga    | Chef-lieu de province                             | 10                              | 2                         | 0            | 124              | 142                     |
| 18   | Mwaro            | Chef-lieu de province                             | 10                              | 1                         | 0            | 102              | 135                     |
| 19   | Gihofi           | Centre industriel                                 |                                 |                           | 0            | 72               | 140                     |
| 20   | Gatumba          | Banlieue touristique                              |                                 |                           | 1            | 71               | 210                     |
|      | Tier 3           |                                                   | 75                              | 18                        | 1            | 1147             | 1337                    |
|      | TOT              |                                                   | 314                             | 178                       | 58           | 7291             | 15078                   |

### Sources
- zoe
- ISTEEBU, Annuaire statistique du Burundi 2019
- BRB, Rapport annuel de supervision 2019

- (de) Cet article est partiellement ou en totalité issu de l’article de Wikipédia en allemand intitulé « Liste der Städte in Burundi » (voir la liste des auteurs).